# Peter Schneider (Missionar)
Peter Schneider (* 1. März 1925 in Berlin; † 31. Dezember 2004 ebenda) war ein deutscher evangelischer Missionar, zwischen 1960 und 1970 die deutsche „Stimme Billy Grahams“, Gründer des Missionswerks Aktion: In jedes Haus und langjähriger Geschäftsführer der Deutschen Evangelischen Allianz.

## Leben und Wirken
Peter Schneider wurde in Berlin geboren. Im Alter von 14 Jahren wechselte er 1939 von der Jugendorganisation Deutsches Jungvolk zur Marine-HJ, einer Sonderformation der Hitlerjugend. 1940 wurde er in der Evangelischen Landeskirche konfirmiert. Neben dem Besuch eines humanistischen Gymnasiums erhielt er parallel Privatunterricht in Englisch und schloss 1943 mit dem Abitur ab. Danach folgte der Reichsarbeitsdienst als Funker an Bord eines Minensuchbootes der Kriegsmarine an der Atlantikküste in der Bretagne zwischen Brest und Lorient. 1944 wurde er zur Verstärkung der Infanterie an den Westwall versetzt. Bei Dijon wurde er durch Geschosssplitter verletzt. Die Operation fand in einem deutschen Lazarett statt. Es folgte die Beförderung zum Fähnrich zur See in Berlin und seine Versetzung von der Nachrichten- zur See-Laufbahn. Nach einem Umschulungslehrgang in Holland wurde er dort im April 1945 in die Kriegsgefangenschaft nach Belgien abgeführt. Dort erlebte er seine erste Begegnung mit dem CVJM in Verbindung mit dessen Kriegsgefangenenhilfe. 1948 kehrte er nach Berlin zurück.
Von 1950 bis 1954 absolvierte Schneider ein Studium der Psychologie und Philosophie an der Freien Universität Berlin. Während dieser Zeit war er Mitarbeiter der Evangelischen Jugend und in der Evangelischen Studentengemeinde und Gründer eines Christlichen Arbeitskreises im Rahmen der „Humanitas“ (später Urania), einer Interessengemeinschaft wissenschaftlich interessierter Jugend, als Ausgleich zu fehlender Fachliteratur. 1951 fand er während eines 4-monatigen Auslandaufenthalts in den USA nach einem Besuch des Wheaton College (Illinois), einer YMCA-Konferenz nahe Asheville und einer baptistischen Jugendleiterkonferenz in Lake Geneva (Wisconsin) zum persönlichen Glauben an Gott. Durch einen Studenten bei Youth for Christ International erhielt er danach erste geistliche Begleitung. Zurück in Deutschland brach er 1952 sein Studium ab und wurde bis 1954 Sekretär des CVJM Berlin.
1954, als der Evangelist Billy Graham zum ersten Mal nach Deutschland ins Olympiastadion Berlin kam, übernahm er an 12 Orten in West- und Ostberlin die Schulungen für den Einsatz von Seelsorgehelfern. 1955 hielt er sich zu einer Fortbildung im Ausbildungszentrum der Navigatoren in Glen Eyrie, Colorado Springs, auf. Zwischen 1956 und 1960 folgte eine Tätigkeit als Missionsassistent der Berliner Stadtmission. Ab April 1960 war er hauptamtlicher Generalsekretär des Zentralausschusses und Schulungsleiter der Mitarbeiter und übernahm die organisatorische Leitung der Einsätze Grahams der Deutschen Evangelischen Allianz (DEA) in Essen, Hamburg und Berlin. Es war sein erster Einsatz als Dolmetscher Grahams. 1960 wurde er zudem Vorsitzender der deutschen Billy-Graham-Gesellschaft, die für die Herausgabe der Zeitschrift Entscheidung und der Synchronisation von Grahams evangelistischen Spielfilmen „World Wide Pictures“ verantwortlich war. 1963 übernahm er nochmals dieselben Aufgaben, als die DEA Graham nach Nürnberg und ins Stuttgarter Neckarstadion einlud. Zwischen 1961 und 1965 arbeitete er wieder als Generalsekretär im CVJM Berlin. Auch 1966 war er Organisator und Dolmetscher für Graham in der Berliner Deutschlandhalle mit anschließendem „Weltkongress für Evangelisation“. Hier wurde er von dem kanadischen Gründer und Präsidenten von „Every Home Crusades“ Jack McAlister angesprochen, den deutschen Zweig einer Schriftenmission aufzubauen. So gründete er 1966 das Missionswerks Aktion: In jedes Haus (AJH), dessen Aktionen 1968 begannen, jede deutsche Haushaltung aufzusuchen, um dort eine evangelistische Schrift abzugeben. Bis 1972 war er dessen Direktor und weiterhin ehrenamtlicher Vorstandsvorsitzender. In dieser Zeit führte die DEA Euro ’70 mit Graham durch, wozu er wieder zur Leitung der Gesamtorganisation und als Dolmetscher beauftragt wurde. 1972 wurde er als Generalsekretär der Deutschen Evangelischen Allianz deren erster hauptamtlicher Geschäftsführer, nachdem er 1960 bereits zum Mitglied in den Hauptvorstand berufen wurde. Mit Eintritt in seinem Ruhestand wurde 1988 Hartmut Steeb sein Nachfolger in diesem Amt, blieb aber weiterhin ehrenamtlich im Hauptvorstand der Allianz und in Vorständen anderer evangelikaler Organisationen. Außerdem war er in den Trägervereinen des Evangeliums-Rundfunks und der idea aktiv. Für die Zusammenarbeit zu Evangelisationen setzte sich Peter Schneider engagiert ein, so auch bei der Gründung des „Arbeitskreis für evangelistische Aktionen“ (AfeVa), der zur Brunnenstube des Christival, des „missionarischen Jahres 1980“, der evangelistisch-musikalischen „Jubila-Konferenzen“ und schließlich auch noch zur Gründung des Deutschen Zweiges der Lausanner Bewegung führte.
Peter Schneider hatte mit seiner Ehefrau Margot eine Tochter.

## Veröffentlichungen
- Das habe ich mit Gott erlebt. Zufall? Ausgeschlossen! (Autobiographie), Hänssler Verlag, Neuhausen-Stuttgart 1998, ISBN 978-3-7751-3042-4.